# PLEKHB1
PLEKHB1 (англ. Pleckstrin homology domain containing B1) – білок, який кодується однойменним геном, розташованим у людей на 11-й хромосомі. Довжина поліпептидного ланцюга білка становить 243 амінокислот, а молекулярна маса — 27 186.
| 10         |  | 20         |  | 30         |  | 40         |  | 50         |
| ---------- |  | ---------- |  | ---------- |  | ---------- |  | ---------- |
| MSPAAPVPPD |  | SALESPFEEM |  | ALVRGGWLWR |  | QSSILRRWKR |  | NWFALWLDGT |
| LGYYHDETAQ |  | DEEDRVLIHF |  | NVRDIKIGPE |  | CHDVQPPEGR |  | SRDGLLTVNL |
| REGGRLHLCA |  | ETKDDALAWK |  | TALLEANSTP |  | APAGATVPPR |  | SRRVCSKVRC |
| VTRSWSPCKV |  | ERRIWVRVYS |  | PYQDYYEVVP |  | PNAHEATYVR |  | SYYGPPYAGP |
| GVTHVIVRED |  | PCYSAGAPLA |  | MGMLAGAATG |  | AALGSLMWSP |  | CWF        |

A: Аланін

C: Цистеїн

D: Аспарагінова кислота

E: Глутамінова кислота

F: Фенілаланін

G: Гліцин

H: Гістидин

I: Ізолейцин

K: Лізин

L: Лейцин

M: Метіонін

N: Аспарагін

P: Пролін

Q: Глутамін

R: Аргінін

S: Серин

T: Треонін

V: Валін

W: Триптофан

Кодований геном білок за функцією належить до білків розвитку. 
Задіяний у такому біологічному процесі, як альтернативний сплайсинг. 
Локалізований у цитоплазмі, мембрані.